# Río Huichahue
Río Huichahue är ett vattendrag i Chile.   Det ligger i regionen Región de la Araucanía, i den södra delen av landet, 600 km söder om huvudstaden Santiago de Chile.
I omgivningen kring Río Huichahue växer huvudsakligen savannskog. Området är ganska tätbefolkat, med 179 invånare per kvadratkilometer.